# Ива Деспић Симоновић
Ива Деспић-Симоновић (15. август 1891 — 12. јул 1961) била је први вајар у модерној Босни и Херцеговини и једини у међуратном периоду.

## Биографија
Рођена је 15. августа 1891. у Храстовици у добростојећој породици аустроугарског генерала. Завршила је женски уметнички течај при занатској школи, а затим Вишу уметничку школу. Професори су јој били Рудолф Валдец и Роберт Франгеш Михановић. Први пут је излагала као студент девет радова на отварању салона у оквиру прве самосталне изложбе Љубе Бабића који ју је и насликао на једној слици. Обоје су се школовали у Минхену и Паризу где је Деспић-Симоновић изучавала етимологију. Пре него што је крајем Првог светског рата у Загребу упознала Ацу Деспића и удала се за њега 1920. када се преселила у Сарајево, била је већ позната у свету уметности. Организовала је самосталне изложбе у Лондону и Београду 1927. године изложивши више од сто дела. Године 1931. јој је саграђен љетниковац са атељеом у Васином Хану. Излагала је радове на колективним изложбама у Лондону, Београду, Барселони, Загребу, Љубљани, Прагу, Брну и Братислави. Успех на међународној уметничкој сцени јој је обезбедио углед на краљевском двору на којем јој је додељено место дворске саветнице за вајарство скулптуре Марије Карађорђевић са којом је била веома блиска. Краљица је и сама била вајар, тако да су често заједно и радиле. На краљевском двору је имала и свој атеље, портретирала је краља и краљицу, многе чланове краљевске породице, представнике елите, румунског принца, Стевана Хаџића и Јанка Вукотића. Изјавила је да се њен успех на двору десио када је радила скулптуру Хаџића када је наишао Петар II Карађорђевић, тада дечак од две године, скулптура није била довршена а он је одмах препознао кога прави па се то препричавало по двору и прича је стигла до краља. Њена деца су јој били модели за слике и скулптуре, помагали су јој у атељеу и учили о уметности. После ослобођења Сарајева је у јуну 1945. године ухапшена и спроведена у истражни затвор Суда народне части. Са њом у затвору је био и Анте Фрањковић звани Далмата, сарајевски глумац, чији је портрет нацртала. Након изласка је урадила бисте Шантића, Ћоровића и Ђикића за Мостар. Преминула је у сиромаштву у свом атељеу 12. јула 1961.